# Artromigàlids
Els artromigàlids (Arthromygalidae) són una primitiva família extinta d'aranyes mesoteles, amb una certa semblança amb les taràntules americanes (Mygalomorphae), que van viure durant el Carbonífer.